# Magnolia wilsonii
Magnolia wilsonii là một loài thực vật có hoa trong họ Magnoliaceae. Loài này được (Finet & Gagnep.) Rehder mô tả khoa học đầu tiên năm 1913.